# Norm Ferguson (Eishockeyspieler)
Norman Gerald „Norm“ Ferguson (* 16. Oktober 1945 in Sydney, Nova Scotia) ist ein ehemaliger kanadischer Eishockeyspieler und -trainer, der im Verlauf seiner aktiven Karriere zwischen 1963 und 1978 unter anderem 289 Spiele für die Oakland Seals bzw. California Golden Seals in der National Hockey League (NHL) sowie 462 weitere Partien für die New York Raiders, New York Golden Blades bzw. Jersey Knights, San Diego Mariners und Edmonton Oilers in der World Hockey Association (WHA) auf der Position des Centers bestritten hat. Sein Sohn Craig war ebenfalls professioneller Eishockeyspieler in der NHL.

## Karriere
Ferguson verbrachte seine Juniorenzeit zunächst in der Provinz Québec, wo er im Jahr 1964 mit den Monarchs de Montréal am Memorial Cup teilnahm. Mit Beginn der Saison 1964/65 stand der Stürmer für die folgenden zwei Jahre für die Canadien junior de Montréal in der Ontario Hockey Association (OHA) auf dem Eis. Diese standen wiederum in Kooperation mit den Canadiens de Montréal aus der National Hockey League (NHL), bei denen Ferguson unter Vertrag stand.
Ab dem Beginn der Spielzeit 1966/67 spielte der Kanadier im Profibereich für die Farmteams der Canadiens. Zunächst für eine Saison für die Houston Apollos in der Central Professional Hockey League (CPHL), anschließend ein Spieljahr für die Cleveland Barons in der American Hockey League (AHL). Ohne Aussicht auf ein Engagement im Trikot er Canadiens in der NHL war Ferguson im Mai 1968 Bestandteil eines großen Transfers zwischen Montréal und den Oakland Seals, die im Vorjahr in die Liga aufgenommen worden waren. Gemeinsam mit Stan Fuller, François Lacombe und Michel Jacques wechselte Ferguson nach Kalifornien, während die Franko-Kanadier Wally Boyer, Alain Caron und Lyle Bradley sowie Oaklands Erstrunden-Wahlrechte der NHL Amateur Drafts 1968 und 1970 erhielten. Im Franchise, das ab der Saison 1970/71 unter dem Namen California Golden Seals firmierte, verbrachte Ferguson insgesamt vier Spielzeiten als Stammspieler in der NHL. Sein bestes Jahr absolvierte er dabei bereits in seiner Rookiesaison, als er 54 Scorerpunkte sammelte.
Nach vier Jahren in der NHL entschied sich Ferguson im Sommer 1972 in die neu gegründete und als Konkurrenzliga zur NHL aufgebaute World Hockey Association (WHA) zu wechseln. Dort hatten sich die New York Raiders im WHA General Player Draft, der im Februar 1972 stattgefunden hatte, seine Transferrechte für die WHA gesichert. In der NHL war er derweil im NHL Expansion Draft 1972 von den New York Islanders ausgewählt worden. Zur Saison 1972/73 stand der Angreifer im Aufgebot der New York Raiders, bei denen er in seinem ersten Jahr in der Liga in 56 Einsätzen 68-mal punktete. Die folgende Spielzeit begann das Franchise unter dem Namen New York Golden Blades, zog aber noch während der laufenden Spielzeit ins benachbarte New Jersey, wo es die Saison als Jersey Knights beendete. Im Sommer 1974 zog Ferguson mit dem Team ins kalifornische San Diego um und trug in den folgenden drei Jahren bis zum Sommer 1977 das Trikot der San Diego Mariners. Dort konnte er in jedem der drei Jahren mehr als 70 Punkte und 30 Tore erzielen. Nach der Auflösung der Mariners im Sommer 1977 bestritt der Offensivspieler in der Saison 1977/78 seine letzte Profisaison im Trikot der Edmonton Oilers. Anschließend beendete der 32-Jährige seine aktive Karriere.
Nach seinem Karriereende arbeitete Ferguson in der Saison 1978/79 kurzzeitig als Cheftrainer des Juniorenteams Edmonton Oil Kings in der Western Hockey League (WHL), als er Wayne Tennant im Saisonverlauf auf diesem Posten ersetzte. Ferguson qualifizierte sich noch erfolgreich für die Playoffs. Aufgrund der Auflösung des Franchises im Sommer 1979 endete sein Engagement jedoch umgehend.

## Erfolge und Auszeichnungen
- 1973 Teilnahme am WHA All-Star Game

## Karrierestatistik
(Legende zur Spielerstatistik: Sp oder GP = absolvierte Spiele; T oder G = erzielte Tore; V oder A = erzielte Assists; Pkt oder Pts = erzielte Scorerpunkte; SM oder PIM = erhaltene Strafminuten; +/− = Plus/Minus-Bilanz; PP = erzielte Überzahltore; SH = erzielte Unterzahltore; GW = erzielte Siegtore; 1 Play-downs/Relegation; Kursiv: Statistik nicht vollständig)